# Aedes idjenensis
Aedes idjenensis är en tvåvingeart som beskrevs av Steffen Lambert Brug 1934. Aedes idjenensis ingår i släktet Aedes och familjen stickmyggor. Inga underarter finns listade i Catalogue of Life.